# Лестанс (Порденоне)
Лестанс је насеље у Италији у округу Порденоне, региону Фурланија-Јулијска крајина.
Према процени из 2011. у насељу је живело 1075 становника. Насеље се налази на надморској висини од 174 м.